# Ливский берег

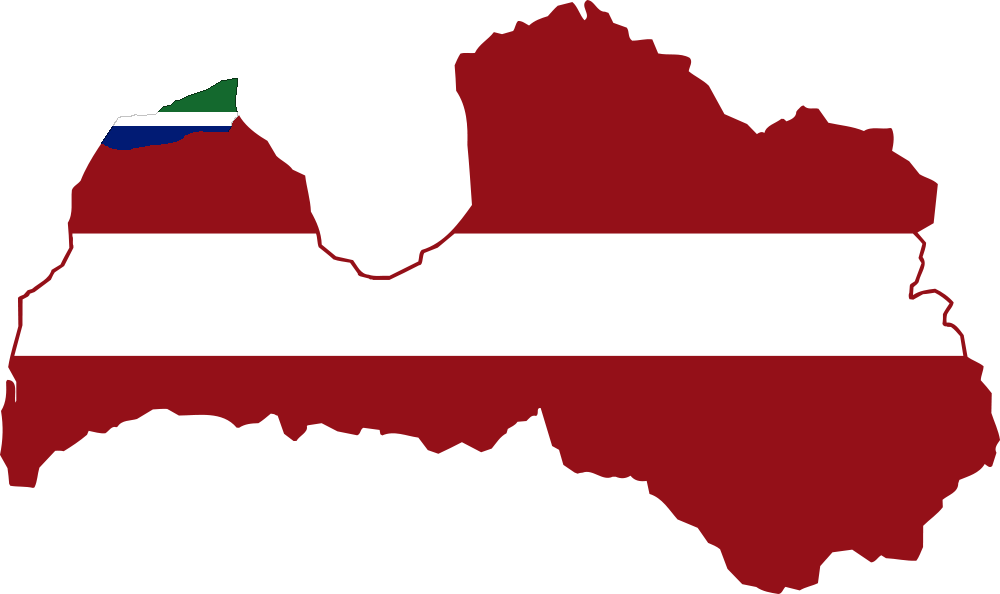
Ливский берег

Ли́вский бе́рег (лив. Līvõd Rānda, латыш. Lībiešu krasts) — историческая область, охватывающая часть побережья Балтийского моря и Рижского залива в Курземе (регион Латвии), где живут потомки племени ливов. Ранее имела статус культурно-охраняемой территории. На Ливском берегу, у входа в Рижский залив расположен мыс Колкасрагс (Домеснес) — самая северная точка Курляндии.
В деревне Мазирбе действует Народный дом ливов.

## История
Ливский берег на севере Курземе представляет собой уцелевший осколок древнего этнического ареала ливов. Их культура сохранилась на Курземском побережье дольше, чем в собственно Ливонии, в связи с тем, что разрушения, вызванные войнами, были здесь не столь обширными. Кроме того, Ливский берег был отделён от латышского этнического ареала лесо-болотной зоной. Вплоть до Первой мировой войны сообщение между ливскими поселениями осуществлялось по лесным и просёлочным дорогам, а также — морскими маршрутами. Морским же путём осуществлялись и довольно плотные контакты ливов с родственными эстонцами, а также с островом Готланд. В Саунагсе, Питрагсе и Мазирбе сохранились остатки причалов. В Колке — действующий причал.
В XII веке датский архиепископ Роскилле Абсалон окрестил некоторых жителей Колки. 
В 1562—1795 годах Ливский берег входил в состав герцогства Курляндия и Семигалия, которое находилось в вассальной зависимости от Речи Посполитой.
В 1710 г. по Ливскому берегу прошла эпидемия чумы. На памятном камне в Мазирбе была выбита надпись, что после этого на всём побережье от Яунциемса до Жоцене осталось в живых только 10 человек.
В 1795 году Ливский берег отошёл к Российской империи.
В 1851 году был создан ливский алфавит. В 1861 году выпущен первый словарь ливского языка. В 1863 году на ливский язык переведено было Евангелие от Матфея. В 1875 году был построен маяк на мысе Колкасрагс. В 1884 году был построен маяк в ливском селе Микельбака, его высота составила 62 м. Он является самым высоким маяком в странах Балтии.
В годы Первой мировой войны Ливский берег стал ареной военных действий. В 1915 году отсюда эвакуировалось вглубь России около 2 тысяч жителей, вследствие чего численность ливов, проживающих на родной земле, сократилась к 1925 году до 1238 человек. В 1917—1918 годах немецкая армия построила за дюнами узкоколейку (ширина 600 мм, предназначалась, в основном, для транспортировки древесины). Железная дорога соединила Питрагс, Мазирбе и Лиелирбе с Дундагой. Немцы использовали дома ливов как строительный материал, а вернувшиеся после окончания войны ливы обнаружили свои дома разрушенными.
Распад Российской империи ничего не дал ливам. Идея независимой Латвии была им чужда. В 1923 году создана организация «Союз ливов», утвердившая национальный флаг ливов и обратившаяся в Кабинет министров Латвии с просьбой учредить Ливский национальный округ. Но правительство Латвийской Республики отказало им. И тогда появился «король ливов» Улдрикис Капбергс (Ули Кинкамяг), провозгласивший независимость родного берега и окончивший свои дни в латвийской тюрьме.
В 1923—1939 годах в некоторых школах Ливского берега преподавался ливский язык. Единственный учитель на пять школ ездил на лошади из деревни в деревню. В 1931 году ливские патриоты основали газету «Лиивли». В 1930-е годы в соседней Эстонии был учреждён праздник Дня родственных народов. На улицах городов в этот день вывешивались флаги Эстонии, Финляндии и Венгрии, в школах проводились специальные занятия, в церквях устраивались посвящённые этому празднику богослужения. Ливам удалось восстановить контакт с Эстонией, «навести мосты» с родственными Венгрией и Финляндией. Очень важную роль в изучении и сохранении ливского языка сыграл в межвоенный период финский профессор Л. Кеттунен (1885—1963), составитель подробного ливско-немецкого словаря (1938) и монографического описания фонетики и морфологии. 6 августа 1939 года за счёт собранных в Финляндии, Эстонии и Венгрии средств в деревне Мазирбе был открыт Ливский народный дом, построенный по проекту финского архитектора Эркки Юхани Хутонена, в стиле «финского функционализма». Эти же государства оказывали и иную посильную поддержку родственной им ливской культуре. В школах появилась возможность изучать национальный язык. Начали создаваться ливские хоры. Не прошло и месяца со дня открытия Ливского дома, как началась Вторая мировая война. Вместе с остальной Латвией, Ливский берег в ходе этой войны трижды переходил из рук в руки.
В 1940 году, буквально накануне советской оккупации, сотрудники Эстонского национального музея сняли документальный фильм «Liivi rannikult» («С Ливского берега»). После вхождения Латвии в состав СССР в 1940 году, «Союз ливов» был ликвидирован, а в Ливском народном доме расквартированы советские пограничники. Ощутимые людские потери нанесли ливскому этносу организованные советской властью массовые депортации жителей Прибалтики в начале и в середине июня 1941 года.
В 1946 году между ливами и всей остальной Европой опустился «Железный занавес». В марте 1949 года возобновились депортации. Ливов, сосланных в Сибирь, обычно регистрировали как «латышей». Систематические аресты и ссылки продолжались и в 1950-е годы. Многие ссыльные так и не вернулись в Латвию из Сибири и северных областей России, и отнюдь не все возвратились на свои первоначальные места проживания.
Во времена СССР Ливский берег, ставший западной пограничной зоной, был абсолютно недоступен для иностранцев. В посёлках ливов и в непосредственной близости от них разместились пограничные посты, другие воинские части, танкодром. В 1950-х годах силами строительных батальонов Советской армии по Ливскому берегу в стратегических целях были проложены широкие грунтовые дороги.

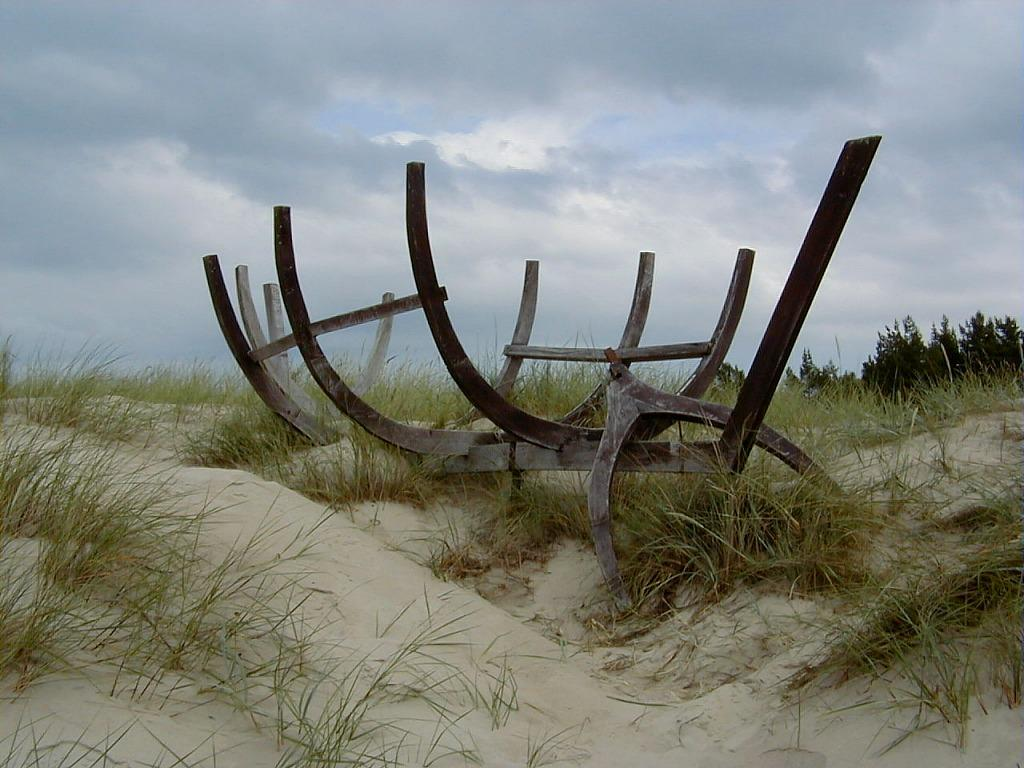
Лодочное кладбище в Мазирбе

Прошла коллективизация рыбной ловли и сельского хозяйства. Это означало постепенную концентрацию рыбной ловли, как традиционной экономической отрасли, в больших центрах — в Вентспилсе, Колке и Рое. Более того: коммунистическая власть, опасаясь, что местные ливы могут сбежать из Советского Союза на своих рыбацких лодках (на тот же остров Готланд), ограничила ловлю рыбы в прибрежных водах. Немало лодок было тогда сожжено, некоторые попали на «лодочное кладбище» возле Мазирбе.
Между тем, эмигрировавший в Финляндию пастор-лив Эдгарс Валгамаа сделал полный перевод Нового Завета на ливский язык.
Разрушились и остальные традиционные отрасли сельского хозяйства и ремесла Ливского берега. Железная дорога была закрыта в 1963 году (сохранилась часть путей за дюнами Саунагса, Питрагса, Мазирбе и Лиелирбе). Значительно сократилась сфера обслуживания (школы, магазины, медицинские учреждения). Это вынудило большинство трудоспособных людей покинуть прибрежные посёлки и рассеяться по всей Латвии, идентифицируя себя в дальнейшем с латышами или, реже, с русскими. Ливские поселения всё больше пустели, часть из них практически исчезла. Исчезла и компактность ливского этноса.

## Культурно-охранный статус
26 ноября 1988 года восстановлен закрытый в 1940 году «Союз ливов». Его старостой вплоть до весны 1994 года состояла историк И. Нейланде. «Союз ливов» осуществляет важную культурную и просветительскую работу, способствует сохранению ливского языка и культурных ценностей. В центре внимания Союза находится повышение этнического сознания ливов и восстановление древних жизненных принципов. Его организаторскую деятельность определяет стремление создать в исторических местах проживания ливов на северном побережье Курземе такие условия, чтобы туда захотели вернуться на постоянное жительство и работу те ливы, которые по различным обстоятельствам вынуждены были покинуть родину. «Союз ливов» выступает спонсором этнографического туризма.
В соответствии с решением Совета министров Латвии 4 февраля 1991 года Ливский берег был объявлен охраняемой культурно-исторической территорией. Одним из инициаторов этого законодательного акта был экономист Эдгарс Силис (лив), ставший директором «Ливского берега». В охранной зоне находились 12 ливских населённых пунктов:
- Лужня (латыш. Lūžņa, лив. Lūž)
- Микельторнис (латыш. Miķeļtornis, лив. Pizā)
- Лиелирбе (латыш. Lielirbe, лив. Īra)
- Яунциемс (латыш. Jaunciems, лив. Ūžkilā)
- Сикрагс (латыш. Sīkrags, лив. Sīkrõg)
- Мазирбе[5] (латыш. Mazirbe, лив. Irē)
- Кошрагс (латыш. Košrags, лив. Kuoštrõg)
- Саунагс (латыш. Saunags, лив. Sǟnag)
- Вайде (латыш. Vaide, лив. Vaid)
- Колка (латыш. Kolka, лив. Kūolka)
- Питрагс (латыш. Pitrags, лив. Pitrõg)
- Мелнсилс (латыш. Melnsils, лив. Mustānum)

Охранный статус предусматривал ограничения на постоянное жительство в этом районе для всех, кто не является прямым потомком ливов, в том числе для этнических латышей.
Также имеются юридические ограничения на новое строительство и перестройку исторических деревень ливов. Эти ограничения относятся и к объектам обслуживания туристов: запрещено строительство отелей, ресторанов, а также и любых других частных или государственных объектов, которые могут негативно повлиять на традиционный уклад жизни и культуры ливов.
В 2003 году решение о создании территории «Ливский берег» было признано утратившим силу. Однако указание на особый статус территории сохраняется в стaтье 18 Закона о государственном языке. В 2009—2011 годах была модернизирована грунтовая дорога (в рамках проекта «Колка», финансируемого фирмой «ЕС Вентспилс»). Участок железнодорожной линии в Мазирбе используется как туристический аттракцион. В Мазирбе действует летний детский лагерь, где ливские дети могут познакомиться с языком и культурой предков. Здесь же ежегодно в первую субботу августа проходит национальный праздник: ливы надевают народные костюмы и поют старинные песни.